# Josy Mersch
Pour les articles homonymes, voir Mersch (homonymie).
Josy Mersch (né le 21 mars 1912 à Dudelange et mort le 18 février 2004 à Luxembourg) est un coureur cycliste luxembourgeois spécialiste du cyclo-cross, professionnel de 1934 à 1936. Il a notamment remporté trois fois le championnat du Luxembourg de cyclo-cross ainsi que le critérium international de cyclo-cross (championnat du monde officieux).
Son frère Arsène fut également coureur cycliste professionnel, champion du Luxembourg sur route et en cyclo-cross et vainqueur d'étape sur le Tour de France.

## Palmarès
- 1933
  -  Champion du Luxembourg de cyclo-cross
- 1934
  -  Champion du Luxembourg de cyclo-cross
- 1935
  - Critérium international de cyclo-cross
  -  Champion du Luxembourg de cyclo-cross
- 1936
  - 2e du championnat du Luxembourg de cyclo-cross
- 1937
  -  Champion du Luxembourg de cyclo-cross
- 1938
  - 3e du championnat du Luxembourg de cyclo-cross